# 永和商事ウイング硬式野球部
永和商事ウイング硬式野球部（えいわしょうじウイングこうしきやきゅうぶ）は、三重県四日市市に本拠地を置き、日本野球連盟に加盟していた社会人野球の企業チームである。
運営母体は、東海地方を中心にパチンコ店を展開する永和商事。チーム名の「ウイング」は、永和商事が展開する店舗名「wing」に由来する。

## 概要
2011年、東海地方を中心にパチンコ店を展開する永和商事が地域への貢献・活性化を目的として硬式野球部『永和商事ウイング硬式野球部』を設立した。同年11月、日本野球連盟に企業チームとして新規登録された。
初代監督には、同じ三重県内を拠点に活動しているHonda鈴鹿を率いて1994年の第65回都市対抗野球大会を制した高橋博昭を、コーチにはソウル五輪・バルセロナ五輪で日本代表入りしメダルを獲得した西正文を招聘した。
2014年、都市対抗野球の東海地区2次予選ではヤマハを2度破って東海地区第5代表の座を獲得し、活動3年目にして都市対抗野球の本戦に初出場を果たした。
2015年、コーチの西正文が監督兼コーディネーターに就任した。同年は、都市対抗野球の東海地区2次予選でHonda鈴鹿を2度破るなどし、東海地区第4代表の座を獲得し2年連続で本戦に出場した。また、秋の日本選手権に初出場し、初戦でTDKに勝利し、全国1勝目を挙げた。
2020年7月28日、今シーズン限りでの無期限休部を発表した。
12月25日付で活動休止。2022年9月2日付で日本野球連盟を脱退した。

## 設立・沿革
- 2011年 - 『永和商事ウイング』として創部。11月に日本野球連盟に新規登録。
- 2014年 - 都市対抗野球に初出場（初戦敗退）。
- 2015年 - 日本選手権に初出場（2回戦敗退）。
- 2020年 - 12月25日付で活動休止。

## 主要大会の出場歴
- 都市対抗野球大会：出場2回
- 社会人野球日本選手権大会：出場1回

## 元プロ野球選手の競技者登録
- 宮崎充登（元：広島東洋カープ） - コーチ（2014年 - 2020年）

## 外部サイト
- 永和商事ウイング硬式野球部公式サイト
- 日本野球連盟チーム情報（東海地区連盟）